# (6024) Ochanomizu
(6024) Ochanomizu (1992 UT4) – planetoida z pasa głównego asteroid okrążająca Słońce w ciągu 3,69 lat w średniej odległości 2,38 j.a. Odkryta 27 października 1992 roku.